# Reinkenhagen

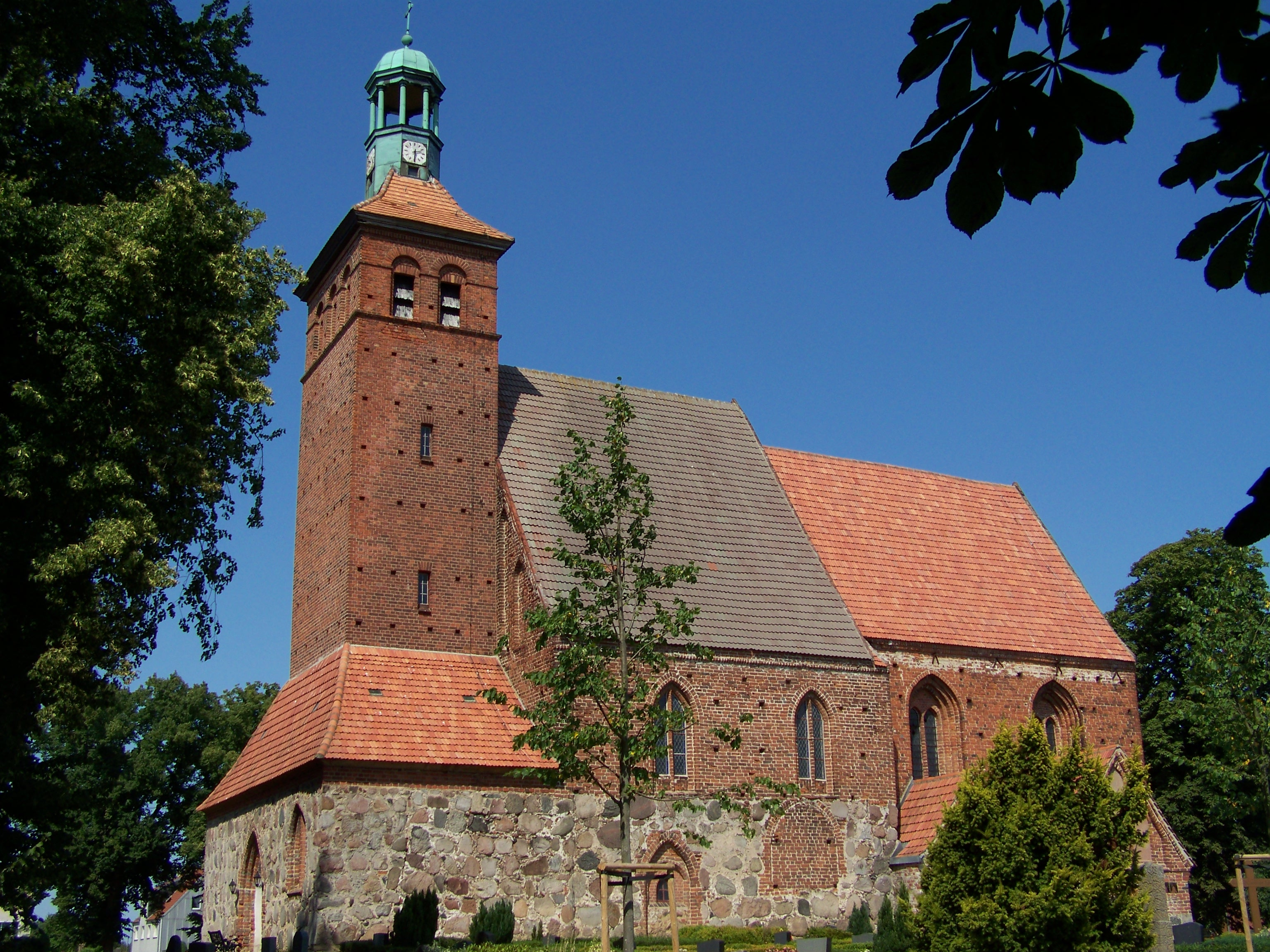
Die Kirche Reinkenhagen (2008)

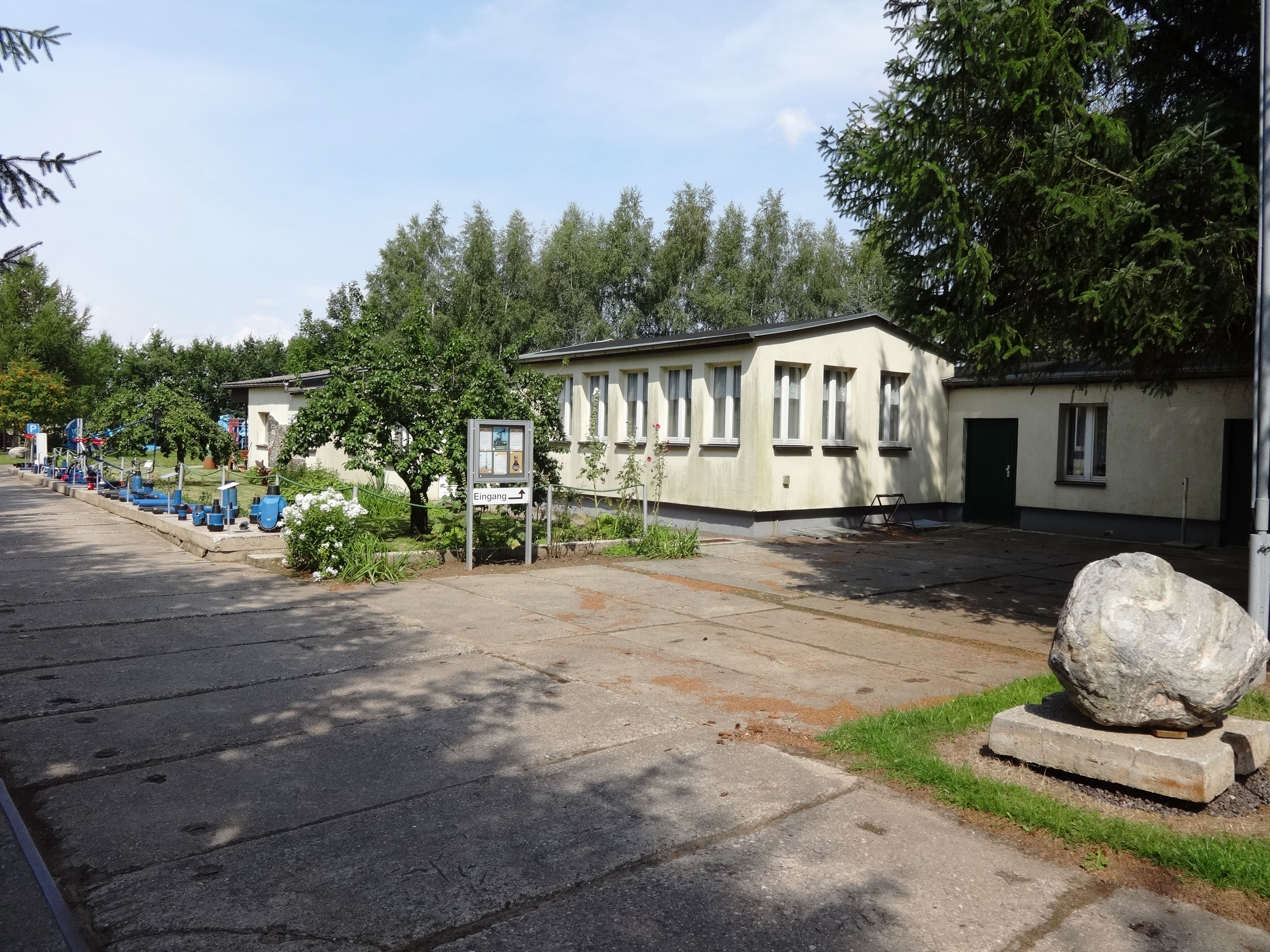
Erdölmuseum und Heimatstube

Reinkenhagen ist ein Ortsteil der Gemeinde Sundhagen im Landkreis Vorpommern-Rügen nordwestlich von Greifswald.

## Geschichte
Im 13. Jahrhundert entstand die Dorfkirche. Seit Ende des Dreißigjährigen Krieges bis 1815 gehörte Reinkenhagen zu Schwedisch-Pommern. Danach fiel es an Preußen als Teil von Neuvorpommern.
Die Statistik von 1871 besagt: Es bestehen in Reinkenhagen – Dorf 17 Wohnhäuser mit 40 Familien, es hatte 180 Einwohner, 1867 waren es nur 150. Reinkenhagen – Hof hatte 5 Wohnhäuser mit 14 Haushaltungen und hatte 80 Einwohner, 1867 waren es noch 109. Das bedeutet, dass hier eine Umsiedlung stattfand. Alle Einwohner waren evangelischer Konfession.
1961 wurde in Reinkenhagen zum ersten Mal auf DDR-Gebiet Erdöl entdeckt und bis 1996 durch den VEB Erdöl-Erdgas Grimmen (Kombinat Erdöl-Erdgas) beziehungsweise dessen privatisierten Nachfolger gefördert. Bis zum Zusammenschluss der Gemeinden Miltzow, Behnkendorf, Brandshagen, Horst, Kirchdorf, Reinberg und Wilmshagen zur neuen Gemeinde Sundhagen am 7. Juni 2009 gehörte Reinkenhagen als Ortsteil zur Gemeinde Miltzow, wohin es am 1. Juli 1950 eingemeindet wurde.

## Persönlichkeiten
- Charlotte Pistorius (1776–1850), geborene Pritzbuer, deutsche Dichterin

## Sehenswürdigkeiten
→ Siehe auch Liste der Baudenkmale in Sundhagen
- Die Kirche Reinkenhagen ist eine Backsteinkirche auf Feldsteinsockel aus dem 13. Jahrhundert.
- Mannhäger Moor
- Erdölmuseum mit Heimatstube